# Escut de les Masies de Roda

Escut oficial de les Masies de Roda

L'escut oficial de les Masies de Roda té el següent blasonament:
Escut caironat: de sinople, 2 masies d'or posades en faixa acompanyades a la punta d'una mola de molí d'argent nadillada d'atzur. Per timbre, una corona mural de poble.

## Història
Va ser aprovat el 15 de març de 1984 i publicat al DOGC el 23 de maig del mateix any amb el número 436.
Tant les dues masies com la mola, o roda de molí, són senyals parlants al·lusius al nom del municipi.